# بخش چنای
بخش چنای (به انگلیسی: Chennai district) یک منطقهٔ مسکونی در هند است که در تامیل‌نادو واقع شده‌است. بخش چنای ۴۲۶ کیلومتر مربع مساحت و ۷٬۱۰۰٬۰۰۰ نفر جمعیت دارد.